# Тарасов, Анатолий Иванович
Анато́лий Ива́нович Тара́сов (1894, Рязань — 1940) — советский военный деятель, Комдив (1935 год).

## Биография
Родился в октябре 1894 года в Рязани в семье служащего.
После окончания Рязанской гимназии в 1913 году поступил на физико-математический факультет Петербургского университета.

### Первая мировая и гражданская войны
В декабре 1914 года был призван в ряды Русской императорской армии и направлен в 172-й запасный пехотный батальон. В феврале 1915 года был направлен на учёбу во 2-ю Петергофскую школу прапорщиков, после окончания которой в мае того же года принимал участие в боевых действиях в составе 5-го Заамурского пограничного полка (2-я Заамурская пехотная дивизия), в котором командовал подразделениями вплоть до батальона. В ходе боевых действий был дважды ранен.
В мае 1917 года вступил в ряды РСДРП(б). В том же году адъютант полка Тарасов был избран членом, а затем председателем полкового и дивизионного комитетов. От 33-го армейского корпуса избирался на армейский съезд солдатских комитетов. В ноябре был демобилизован из рядов армии в чине штабс-капитана.
С декабря 1917 по май 1918 года служил на должностях инструктора по формированию отрядов Красной гвардии и командира 1-го Днестровского социалистического полка, находясь на которых, принимал участие в боевых действиях против румынских и немецких войск.
В августе 1918 года призван в ряды РККА, после чего находясь на должностях инструктора, командира роты, заведующего строевым обучением и начальника 6-х Московских пехотных курсов, принимал участие в боевых действиях на Западном и Южном фронтах.
В декабре 1918 года был назначен на должность начальника 3-х Московских пехотных курсов. В 1919 году, командуя 3-й бригадой курсантов под Петроградом, принимал участие в боевых действиях против войск под командованием генерала Юденича.
В августе 1920 года Тарасов был назначен на должность командира 2-й бригады курсантов, после чего принимал участие в боевых действиях при ликвидации десанта под командованием генерала Улагая на Кубани и восстания в Дагестане под руководством имама Гоцинского.

### Послевоенное время
С 1921 года служил на должностях командира 1-й Московской стрелковой бригады курсантов и начальника управления военно-учебных заведений отдельной Кавказской армии.
В 1922 году был направлен на учёбу на Высшие академические курсы при Военной академии РККА, после окончания которых в августе 1923 года был назначен на должность инспектора военно-учебных заведений Северокавказского военного округа, в июне 1924 года — на должность помощника инспектора Управления военно-учебных заведений РККА, в ноябре того же года — на должность помощника начальника военно-академического отдела этого управления, в декабре — на должность инспектора Управления военно-учебных заведений РККА, а в ноябре 1925 года — на должность командира и военкома 35-й стрелковой дивизии.
После окончания курсов усовершенствования начальствующего состава при Военной академии имени М. В. Фрунзе в мае 1928 года был назначен на должность командира и военкома 5-й Витебской стрелковой дивизии.
В январе 1931 года был назначен на должность руководителя тактики Военной академии имени М. В. Фрунзе, в январе 1934 года — на должность начальника 2-го курса, а в июне — на должность начальника 3-го курса основного факультета той же академии.
В марте 1935 года Тарасов был назначен на должность командира и военкома 36-й стрелковой дивизии, а в мае 1937 года — на должность начальника штаба Забайкальского военного округа. В апреле 1938 года был зачислен в распоряжение Управления по командно-начальствующему составу РККА.

### Арест и расстрел
Во время политических «чисток» в РККА арестован 2 июля 1938 года. Военной коллегией Верховного Суда СССР 20 мая 1940 года по обвинению в участии в военном заговоре и во вредительстве приговорён к высшей мере наказания. Расстрелян в тот же день на Донском кладбище.
Определением Военной коллегии от 26 ноября 1955 года реабилитирован.

## Награды
- Орден Красного Знамени (1920);
- Орден Красной Звезды (1936).